# Малый Улуй
Малый Улуй — деревня в Ачинском районе Красноярского края России. Входит в состав Ключинского сельсовета.

## География
Деревня расположена в 17 км к югу от райцентра Ачинск.

## Население
| 1989 | 2002 | 2010 |
| ---- | ---- | ---- |
| 136  | ↘121 | ↗430 |

Гендерный состав
По данным Всероссийской переписи населения 2010 года 284 мужчины и 146 женщин из 430 чел.